# La Mora, Tancoco
La Mora är en ort i Mexiko.   Den ligger i kommunen Tancoco och delstaten Veracruz, i den sydöstra delen av landet, 240 km nordost om huvudstaden Mexico City. La Mora ligger 222 meter över havet och antalet invånare är 331.
Terrängen runt La Mora är platt söderut, men norrut är den kuperad. Runt La Mora är det ganska glesbefolkat, med 36 invånare per kvadratkilometer. Närmaste större samhälle är Temapache, 19,8 km sydost om La Mora. Trakten runt La Mora består till största delen av jordbruksmark.